# نوک‌دراز شکم‌زرد
شاه‌توت‌کوب شکم‌زرد (نام علمی: Toxorhamphus novaeguineae) نام یک گونه از سرده شاه‌توت‌کوب‌های گینه نو است.